# Cacodaemon arrowi
Cacodaemon arrowi es una especie de coleóptero de la familia Endomychidae.

## Distribución geográfica
Habita en Sarawak (Malasia).